# Pseudorhipsalis alata
A Pseudorhipsalis alata egy epifita kaktusz, mellyel kultúrában nem lehet találkozni.

## Elterjedése és élőhelye
Jamaica; epilithikus. 100–170 m tengerszint feletti magasságban.

## Jellemzői
Lecsüngő habitusú, gazdagon elágazó növény, 5 m szárhosszúságig. Hajtástagjai oválisak, 200–400 mm hosszúak, 30–60 mm szélesek, 1 mm vastagok. Sárgásfehér virágai laterálisan jelennek meg, 15 mm hosszúak, a virágcső 4 m hosszú. A pericarpium megnyúlt, sok pikkellyel. Termése 10 mm hosszú, tojásdad alakú, sárgászöld bogyó.

## Rokonsági viszonyai
Az Alata subgenus tagja. A hasonló megjelenésű és elterjedésű Pseudorhipsalis ramulosa subsp. jamaicensis-nél alacsonyabb fekvésű erdőkben él.